# Unione Sportiva Peloro 1932-1933
Questa pagina raccoglie i dati riguardanti l'Unione Sportiva Peloro nelle competizioni ufficiali della stagione 1932-1933.

## Rosa
| N. |                   | Ruolo | Calciatore             |
| -- | ----------------- | ----- | ---------------------- |
|    | Italia (bandiera) | A     | Ungaro Arena           |
|    | Italia (bandiera) | C     | Arnaud                 |
|    | Italia (bandiera) |       | Antonino Bonanno       |
|    | Italia (bandiera) | C     | Francesco Bordonaro    |
|    | Italia (bandiera) | D     | Carmelo Buonocore      |
|    | Italia (bandiera) | A     | Cantella               |
|    | Italia (bandiera) | C     | Pasquale Cardine       |
|    | Italia (bandiera) | A     | Carganico              |
|    | Italia (bandiera) | C     | Luigi Cevenini (III)   |
|    | Italia (bandiera) | A     | Pietro Cotugno         |
|    | Italia (bandiera) | A     | Trieste De Fazio       |
|    | Italia (bandiera) | C     | Della Casa             |
|    | Italia (bandiera) | D     | Enrico Dollenz         |
|    | Italia (bandiera) | C     | Fedele                 |
|    | Italia (bandiera) |       | Giacomo Fidomanzo (II) |
|    | Italia (bandiera) | P     | Antonino Giliberto     |
|    | Italia (bandiera) | P     | Fernando Giovanardi    |

| N. |                   | Ruolo | Calciatore          |
| -- | ----------------- | ----- | ------------------- |
|    | Italia (bandiera) |       | Ludovico Giuffrè    |
|    | Italia (bandiera) | D     | Gravagna            |
|    | Italia (bandiera) | C     | Luigi Lucchesi      |
|    | Italia (bandiera) | P     | Paolo Milone        |
|    | Italia (bandiera) | P     | Giovanni Monteleone |
|    | Italia (bandiera) | P     | Moschella           |
|    | Italia (bandiera) |       | Pace                |
|    | Italia (bandiera) | A     | Mario Passamonte    |
|    | Italia (bandiera) | D     | Giovanni Pugliatti  |
|    | Italia (bandiera) | A     | Renato Quartarone   |
|    | Italia (bandiera) |       | Danilo Ranieri      |
|    | Italia (bandiera) | D     | Roberto             |
|    | Italia (bandiera) | A     | Gino Sandri         |
|    | Italia (bandiera) | A     | Cesare Stagnini     |
|    | Italia (bandiera) | C     | Giuseppe Toscano    |
|    | Italia (bandiera) | A     | Umberto Ungaro      |